# David Heneker
David William Heneker (* 31. März 1906 in Southsea, Hampshire, England; † 30. Januar 2001 in Bridell, Ceredigion, Wales) war ein britischer Komponist und Textdichter von Popmusik und Musicals. Sein bekanntestes Werk ist das Musical Half a Sixpence.

## Leben und Karriere
David Heneker wurde am 31. März 1906 im englischen Southsea als ältester Sohn des kanadischstämmigen Lieutenant Colonel William Heneker geboren. Er folgte seinem Vater und begann ebenfalls seine Laufbahn in der britischen Armee, wo er von 1925 bis 1937 und dann wieder von 1939 bis 1948 im War Office diente.
Bereits während dieser Zeit begann er eine zweite Karriere als Komponist und Textdichter. Sein erster veröffentlichter Titel wurde von Merle Oberon im Film The Broken Melody gesungen. Aus dieser Zeit stammt auch sein Hit The Thing-Ummy Bob, der von Gracie Fields gesungen wurde.
Nach dem Ende seiner Militär-Laufbahn im Jahr 1948 arbeitete er zunächst als Sänger im Embassy Club, schrieb jedoch weiterhin Musik. Im Jahr 1958 bat der Schriftsteller Wolf Mankowitz ihn, gemeinsam mit ihm und mit Monty Norman am Musical „Expresso Bongo“ zu arbeiten. Von diesem Moment an konzentrierte sich David Heneker ganz auf das Musik-Theater. Noch im selben Jahr schrieb er die Liedtexte für das französische Musical Irma la Douce von Marguerite Monnot aus dem Jahr 1956 und im Jahr 1959 arbeitete er wieder gemeinsam mit Monty Norman an „Make Me An Offer“.
Sein größter Erfolg gelang ihm im Jahr 1963, als er Musik und Liedtexte für das Musical Half a Sixpence schrieb. Dieses Stück war auch am New Yorker Broadway ein Erfolg und brachte ihm zwei Nominierungen für den Tony Award ein (Best Musical und Best Original Score). Ein weiterer Erfolg gelang ihm 1965 mit dem Musical „Charlie Girl“, das über fünf Jahre im Londoner West End lief.
Heneker war zweimal verheiratet, zunächst mit Ellen Hope und dann mit Gwenol Satow. Er starb am 30. Januar 2001 im Alter von 94 Jahren im walisischen Bridell.